# David Myles (musicien)
Pour les articles homonymes, voir David Myles et Myles.
David Myles  (né le 12 mai 1981) est un musicien et homme politique canadien du Nouveau-Brunswick. Il est député fédéral libéral de la circonscription néo-brunswickoise de Fredericton—Oromocto depuis 2025.
Sa musique est considérée folk jazz, bien qu'il préfère nommé sa musique comme roots (racines). Artiste indépendant, Myles édite ses albums lui-même et acquiert une popularité à l'aide de plusieurs tournée et ses singles Inner Ninja (en) avec le rappeur Classified (en).

## Biographie
Né à Fredericton au Nouveau-Brunswick, Myles apprend à jouer de la trompette dès l'âge de 10 ans. Il fréquente ensuite l'Université Mount Allison de Sackville où il gradue avec un 
Bachelor of Arts en science politique avec honneur en 2003. Durant sa scolarité, il participe à un programme d'échange d'étudiants avec la Chine où il achète sa première guitare en 2001. Il déclare plus tard que d'apprendre à jouer de la guitare et écrire des chansons ont contribué à son désir de devenir musicien professionnel.

## Carrière
Myles sort son premier album nommé Together and Alone en 2005 alors qu'il est installé à Calgary en Alberta. Il revient dans les Maritimes en 2006, à Halifax, et sort son deuxième album Things Have Changed.
Après un troisième album nommé On the Line, il est récompensé du Mount Allison University Contemporary Achievement Award de l'association étudiante de l'université pour ses réalisations exceptionnelles.
En 2009, il est choisi par le vote du public pour réaliser la chanson Don't Drive Throught sur le parc provincial Hopewell Rocks de la baie de Fundy.
En 2010, il participe au Deep Roorts Music Festival de Wolfville, ainsi que dans plusieurs autres dont à Granville Green au Cap Breton en Nouvelle-Écosse.
Nommé pour cinq prix lors du East Coast Music Awards en 2011, il est récompensé du New Brunswick award. Après avoir participé au Harvest Jazz and Blues Festival à Fredericton, il sort deux albums nommés Live at The Carleton et Into The Sun en octobre. Ce dernier album reprend un style de musiques du monde avec une tonalité brésilienne et africaine.
La même année, le rappeur néo-écossais Classified (en) invite Myles à participer à sa chanson The Day Doesn't Die pour son album Handshakes and Middle Fingers (en). Bien qu'il ne soit pas crédité la plupart du temps, il acquiert une crédibilité dans le monde du hip-hop. En 2013, Myles et Classified s'unissent à nouveau pour la chanson Inner Ninja (en) qui sera récompensée d'une mention triple platine au Canada et d'un prix Juno.
En 2013, il sort l'album In the Nighttime et, en 2014, un album de musiques de Noël nommé It's Christmas  dont une partie des recettes est remise à des banques alimentaires.
Dès l'octobre 2014, Myles anime l'émission radio The East Coast Music Hour with David Myles les samedis matins.
En janvier 2015, il est nommé Touring Artist of the Year par la CAPACOA (Canadian Arts Presenting Association) pour la saison 2013-2014.
Après avoir sorti l'album aux États-Unis nommé So Far en septembre 2015, il s'associe à nouveau avec Classified pour le disque de six morceaux R&B Here Now en avril 2016.
En septembre 2017, Myles sort son dixième album intitulé Real Love, ainsi qu'un premier album en français nommé Le grand départ en septembre 2018.
Dès septembre 2018, il anime l'émission Myles from Home sur les ondes de la radio albertaine CKUA Radio Network (en).
Myles publie un premier livre pour enfants durant l'automne 2018 et basé sur la chanson Santa Never Brings Me a Banjo et illustré par l'animateur Murray Bain. 
En mai 2020, l'album Leave Tongight est sorti et That Tall Distance en août 2021. Ce dernier remporte le prix Juno pour l'album instrumental de l'année en 2022.

## Discographie

### Albums
- Together and Alone (2005)
- Things Have Changed (2006)
- On The Line (2008)
- Turn Time Off (2010)
- Live at The Carleton (2011)
- Into The Sun (2011)
- In the Nighttime (2013)
- It's Christmas (2014)
- So Far (2015)
- Here Now (2016)
- Real Love (2017)
- Le Grand Départ (2018)
- Real Love (Acoustic) (2018)
- Leave Tonight (2020)
- That Tall Distance (2021)
- It's Only a Little Loneliness (2022)
- Devil Talking (2024)

### EPs (Extended play)
- The After Party (2013)

### Participation
- "The Day Doesn't Die"; artiste: Classified (en); album: Handshakes and Middle Fingers (2011)
- "Whole to My Half"; artiste: Measha Brueggergosman; album: I've Got a Crush on You (2012)
- "Inner Ninja"; artiste: Classified; album: Classified (2013)
- "In 1-2-3-4"; artiste: Alex Cuba (en); album: Healer (2015)
- "Work Away"; artiste: Classified; album: Greatful (en) (2016)
- "Wondering (How To Believe)"; artiste: R.A the Rugged Man (2020)

## Publication
- (en) David Myles et Murray Bain (ill. Murray Bain), Santa Never Brings Me A Banjo, Nimbus Publishing, 2018, 32 p. (ISBN 978-1771086271)